# Nikolaj Aleksandrovič Belozercev
‎
Nikolaj Aleksandrovič Belozercev (rusko Николай Александрович Белозерцев), sovjetski (ruski) podčastnik in heroj Sovjetske zveze, * 1910, † 30. avgust 1943.

## Življenjepis
Ker je že kmalu izgubil starše, je odraščal v sirotišnici. Od leta 1926 je delal kot pek, sprva v domačem Saratovu, nato pa na Daljnem Vzhodu in Uralu.
Od julija 1941 je bil pripadnik Rdeče armade in sicer v 955. strelskega polka. 10. januarja 1944 je prejel naziva heroja Sovjetske zveze za izkazan pogum pri zavzetju sovražnikove fortifikacije.

## Odlikovanja
- heroj Sovjetske zvezde: 10. januar 1944[1]
- red Lenina: 10. januar 1944
- red rdeče zastave: 1943